# STS–90
Az STS–90 jelű küldetés az amerikai űrrepülőgép-program 90., a Columbia űrrepülőgép 25. repülése.

## Jellemzői
A fő feladat a repülés során a neurobiológiai kísérletek elvégzése a legénység tagjain és az állatfajokon.

## Első nap
1998. április 17-én a szilárd hajtóanyagú gyorsítórakéták, Solid Rocket Booster(SRB) segítségével Floridából, a Cape Canaveral (KSC) Kennedy Űrközpontból, a LC39–B (LC–Launch Complex) jelű indítóállványról emelkedett a magasba. Az orbitális pályája 89,7 perces, 39 fokos hajlásszögű, elliptikus pálya perigeuma 247 kilométer, az apogeuma 274 kilométer volt. Felszálló tömege indításkor 118 334 kilogramm, leszálló tömege 105 462 kilogramm. A szállított hasznos teher 10 788 kilogramm.

## Hasznos teher
1. Spacelab mikrogravitációs laboratóriumban lett elhelyezve a Neurolab modul. Hat űrügynökség, hét amerikai kutató intézet, kilenc ország tudósai állították össze a 31 tudományos programot. A tudományos munka az egyik legösszetettebb és legkevésbé ismert része az emberi test idegrendszere. A vizsgálati alanyok patkányok, egerek, tücskök, csigák, kétféle hal és a személyzet tagjai voltak. Az Európai Űrügynökség (ESA) által kifejlesztett Spacelab modul 16. és egyben utolsó küldetése volt.
2. Shuttle Vibration Forces (SVF) – a mozgások rezgéseinek mérését végezték (egyre finomabb technikai megoldásokkal csökkentették a rezgések mértékét).
3. Bioreactor Demonstration System-04 (BDS-04)/Biotechnology Specimen Temperature Controller (BSTC) - újrakonfigurálható, többkamrás, szabályozott hőmérsékletű, statikus szövettenyésztési készülék (humán és vesesejtek).
4. Get-Away Special (GAS) - három zárt tartályban különféle vizsgálatokat végeztek.

## Tizenötödik nap
1998. május 3-án a Kennedy Űrközponton (KSC), kiinduló bázisán szállt le. Összesen 15 napot, 21 órát, 50 percet töltött a világűrben. 10 000 000 kilométert repült, 256 alkalommal kerülte meg a Földet.

## Személyzet
(zárójelben a repülések száma az STS–90 küldetéssel együtt)
- Richard Alan Searfoss (3), parancsnok
- Scott Douglas Altman (1), pilóta
- Richard Linnehan (2), küldetésfelelős
- Kathryn Patricia Hire (1), küldetésfelelős
- Dafydd Rhys Williams (1), küldetésfelelős
- Jay Clark Buckey (1), küldetésfelelős
- James Anthony Pawelczyk (1), küldetésfelelős

### Tartalék személyzet
- Alexander William Dunlap rakományfelelőse. Neurolab specialista
- Chiaki Naito-Mukai rakományfelelős – Japán Űrügynökség (JAXA)

### Visszatérő személyzet
- Richard Alan Searfoss (3), parancsnok
- Scott Douglas Altman (1), pilóta
- Richard Linnehan (2), küldetésfelelős
- Kathryn Patricia Hire (1), küldetésfelelős
- Dafydd Rhys Williams (1), küldetésfelelős
- Jay Clark Buckey (1), küldetésfelelős
- James Anthony Pawelczyk (1), küldetésfelelős